# Quissac (Gard)
 Quissac  es una población y comuna francesa, en la región de Occitania, departamento de Gard, en el distrito de Le Vigan y cantón de Quissac.

## Demografía
| 1607 | 1716 | 1953 | 1923 | 2052 | 2272 |
| Para los censos de 1962 a 1999 la población legal corresponde a la población sin duplicidades (Fuente: INSEE [Consultar]) |      |      |      |      |      |